# Hélisende de Joigny
Hélisende de Joigny, née vers 1160 et morte après avril 1226, est la fille de Renard IV de Joigny, comte de Joigny, et d'Adélaïde de Nevers.
Elle devient dame d'Arcis lors de son premier mariage avec Jean de Montréal avec qui elle a quatre enfants.
Devenue veuve, elle épouse en secondes noces Milon IV du Puiset, comte de Bar-sur-Seine, avec qui elle trois autres enfants, et devient comtesse de Bar-sur-Seine.
Veuve une seconde fois, elle continue probablement de vivre à Bar-sur-Seine jusqu'à sa mort.

## Biographie

### Origines
Elle est la quatrième fille de Renard IV de Joigny, comte de Joigny, et de son épouse Adélaïde de Nevers (elle-même fille de Guillaume III, comte de Nevers, et de Ide de Sponheim).
Son frère Guillaume Ier de Joigny est à son tour comte de Joigny tandis que son deuxième frère Gaucher de Joigny devient seigneur de Chateau-Renard. Quant à sa sœur Agnès de Joigny, elle épouse Simon de Broyes, seigneur de Beaufort.

### Mariage avecJeanIerd'Arcis
Vers 1175, elle épouse en premières noces Jean Ier d'Arcis, seigneur d'Arcis et de Pisy, fils puîné d'Anséric III de Montréal, seigneur de Montréal, et de son épouse Adélaïde de Pleurs, et ont ensemble quatre enfants :
- Jean II d'Arcis, qui succède à son père ;
- Guy d'Arcis, qui succède à son frère ;
- Anséric d'Arcis, chanoine de Saint-Étienne de Troyes en 1210, sous-doyen de Troyes en 1218, trésorier de l'église de Langres en 1222 puis doyen de Langres en 1226 jusqu'à sa mort fin 1226 ou courant 1227 ;
- probablement une fille, qui épouse un homme de la famille de Crux, seigneur d'Annoux, d'où postérité.

En 1189, son époux Jean Ier d'Arcis choisi de participer à la troisième croisade et Hélisende exerce probablement la régence pendant son absence. Son époux meurt au siège de Saint-Jean-d'Acre le 7 juillet 1191 et elle devient veuve.

### Mariage avecMilonIVdu Puiset

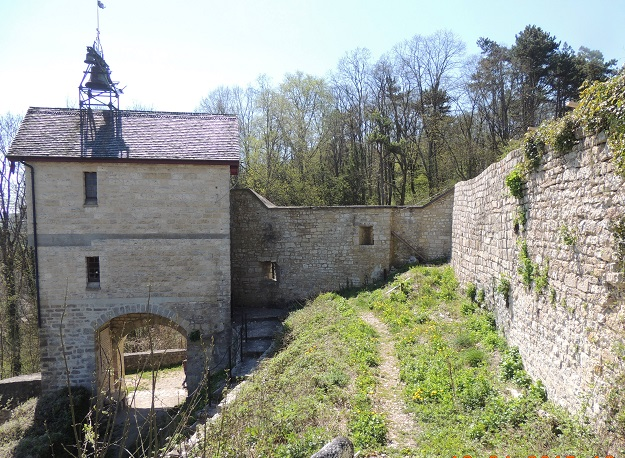
Vestiges du château de Bar-sur-Seine.

Avant 1198, elle épouse en secondes noces Milon IV du Puiset, comte de Bar-sur-Seine, seigneur du Puiset et vicomte de Chartres, fils d'Hugues IV du Puiset et de épouse Pétronille de Bar-sur-Seine, héritière du comté de Bar-sur-Seine, et ont ensemble trois enfants :
- Hugues du Puiset, mort jeune vers fin 1199 ;
- Gaucher du Puiset, décédé aux côtés de son père au siège de Damiette le 30 juillet 1219. Il avait épousé Elisabeth de Courtenay (remariée en secondes noces avec Eudes, Seigneur de Montagu) ;
- Une fille qui serait devenue religieuse à l'abbaye du Paraclet ;
- Certains historiens du XIXe siècle ont mentionné Guillaume de Chartres, quatorzième maître de l'Ordre du Temple comme étant son fils mais c'est probablement une erreur.

En 1210, elle fonde avec son époux la maison-Dieu de Bar-sur-Seine. En 1218, son époux Milon IV du Puiset décide de participer à la cinquième croisade et Hélisende exerce la régence pendant son absence. Son époux meurt au siège de Damiette dans le courant de l'année 1219 et elle devient veuve une seconde fois. Ses fils Jean II d'Arcis et Gaucher du Puiset meurent également au cours de ce siège.

### Fin de vie
Après le décès de Milon sans héritier direct, sa succession est partagée entre sa nièce Laure du Puiset (fille de Helvis du Puiset) et Pétronille de Bar-sur-Seine (fille de Thibaut de Bar-sur-Seine et donc nièce de Milon III de Bar-sur-Seine). En 1223, Laure du Puiset et son époux Pons de Cuiseaux vendent leur part du comté de Bar-sur-Seine à Thibaut IV de Champagne et Pétronille en fait autant peu de temps après.
En août 1225, Hélissende Joigny vend à son tour à Thibaut son douaire de Bar-sur-Seine, mais garde, sans doute à titre honorifique, son titre de comtesse de Bar-sur-Seine. Elle vécut au moins jusqu'en 1230.

## Source
: document utilisé comme source pour la rédaction de cet article.
- Lucien Coutant, Histoire de la ville et de l'ancien comté de Bar-sur-Seine, Bar-sur-Seine, Librairie Doussot, 1854 (lire en ligne).
- Henri d'Arbois de Jubainville, Histoire des ducs et comtes de Champagne, tomes 4a et 4b, Paris, Librairie Auguste Durand, 1865 (lire en ligne).
- Ernest Petit, « Seigneurie de Montréal-en-Auxois », Bulletin de la Société des sciences historiques et naturelles de l'Yonne,‎ 1865, p. 68-261 (lire en ligne).
- Ernest Petit, Histoire des ducs de Bourgogne de la race capétienne, tome 3, Dijon, Imprimerie Darantière, 1889 (lire en ligne).
- Édouard de Saint Phalle, « Les seigneurs d'Arcis sur Aube », Mémoire de la Société Académique de l'Aube, vol. 137,‎ 2013, p. 39-108.